# 福岡高等裁判所宮崎支部
福岡高等裁判所宮崎支部（ふくおかこうとうさいばんしょみやざきしぶ）は、宮崎県宮崎市にある福岡高等裁判所の支部。略称は、福岡高裁宮崎支部（ふくおかこうさいみやざきしぶ）。

## 所在地
- 宮崎県宮崎市旭2丁目3-13

宮崎地方裁判所、宮崎家庭裁判所、宮崎簡易裁判所が同居している。

## 沿革
- 1948年（昭和23年）9月1日 - 設置[1]。

## 事務分配
福岡高等裁判所が管轄する事件のうち、以下の地域の控訴事件等を取り扱う。
- 宮崎県全域
- 大分県佐伯市
- 鹿児島県全域

## 歴代支部長
- 白石要（1948年10月1日 - 1951年3月5日）
- 甲斐壽雄（1951年3月6日 - 1956年1月24日）
- 筒井義彦（1956年1月25日 - 1957年6月19日）
- 桑原國朝（1957年6月20日 - 1961年3月31日）
- 竹下利之右衛門（1961年4月1日 - 1964年3月15日）
- 古賀俊郎（1964年3月16日 - 1965年11月7日）
- 木下春雄（1965年11月8日 - 1968年10月23日）
- 厚地政信（1968年10月24日 - 1970年3月15日）
- 淵上壽（1970年3月16日 - 1973年4月30日）
- 中久喜俊世（1973年5月1日 - 1976年3月5日）
- 栗山忍（1976年3月6日 - 1977年6月30日）
- 柏井康夫（1977年7月1日 - 1978年7月9日）
- 舘忠彦（1978年7月10日 - 1980年2月24日）
- 古川純一（1980年2月25日 - 1982年5月20日）
- 西内辰樹（1982年5月21日 - 1985年4月22日）
- 秋吉重臣（1985年4月23日 - 1986年1月31日）
- 安芸保寿（1986年2月1日 - 1988年7月31日）
- 金沢英一（1988年8月1日 - 1991年9月18日）
- 奥村誠（1991年9月19日 - 1993年8月23日）
- 鐘尾彰文（1993年8月24日 - 1995年6月29日）
- 川崎貞夫（1995年6月30日 - 1997年1月10日）
- 根本久（1997年1月11日 - 1997年7月31日）
- 篠森真之（1997年8月1日 - 1999年3月31日）
- 海保寛（1999年4月1日 - 2000年7月31日）
- 岩垂正起（2000年8月1日 - 2003年9月29日）
- 岡村稔（2003年9月30日 - 2005年12月11日）
- 櫻井登美雄（2005年12月12日 - 2006年3月15日）
- 竹田隆（2006年3月16日 - 2009年9月27日）
- 横山秀憲（2009年9月28日 - 2013年4月19日）
- 田中哲郎（2013年4月20日 - 2014年10月7日）
- 佐藤明（2014年10月8日 - 2015年9月11日）
- 岡田信（2015年9月12日 - 2016年8月29日）
- 根本渉（2016年8月30日 - 2019年3月27日）
- 高橋文清（2019年3月28日 - 2021年1月23日）
- 高橋亮介（2021年1月24日 - 2023年2月5日）
- 矢数昌雄（2023年2月6日 - 2024年1月27日）
- 平島正道（2024年1月28日 - ）